# Ед Куд
Ед Куд  (англ. Ed Coode, 19 червня 1975) — британський веслувальник, олімпійський чемпіон.

## Виступи на Олімпіадах
| Олімпіада   | Дисципліна                        | Місце |
| ----------- | --------------------------------- | ----- |
| Сідней 2000 | двійка розстібна без стернового   | 4     |
| Афіни 2004  | четвірка розстібна без стернового | 1     |

## Зовнішні посилання
- Досьє на sport.references.com [Архівовано 21 серпня 2011 у Wayback Machine.]